# Науканский язык
Науканский язык — язык юитской группы эскимосско-алеутской семьи, распространённый в России в посёлках Лорино и Лаврентия Чукотского автономного округа. 
Число носителей — около 50 человек.
Название «науканский» происходит от названия ныне заброшенного эскимосского посёлка Наукан (самоназвание на науканском языке — Нывуӄаӄ («дернистое»), чук. Нууӄан).

## Генеалогическая и ареальная классификация
Науканский язык, как и другие языки юитской группы, используется на Дальнем Востоке и принадлежит к эскимосско-алеутской семье.
Долгое время идиомы юитской группы не выделялись в отдельные языки: их было принято считать диалектами, а всю группу — эскимосским языком (БСЭ, ГОСТ (в нём выделялся лишь «эскимосский язык», Меновщиков и т. д.). Язык действительно обнаруживает сходство на всех уровнях с другими юитскими языками — как в лексике, так и в грамматическом строе.
Лингвистически язык представляет собой нечто среднее между чаплинским языком и центрально-юпикским языком, так как связь между этими языками проходила через мыс Дежнёва, недалеко от посёлков Лорино и Лаврентия, и Берингов пролив.

## Социолингвистическая ситуация
На науканском языке говорит небольшое число людей на Чукотском полуострове на берегу Берингова пролива — преимущественно, в посёлке Лаврентия. Стивен Джекобсон (2005) указывает, что носителей не более 50. «Этнолог» говорит о приблизительном числе в 75 носителей. В монографии Меновщикова (1975 год) указано, что носителей тогда насчитывалось около 200.
Язык находится на грани исчезновения. Используется он, в основном, в семейном общении людьми старшего поколения, в быту и частично — в традиционной хозяйственной деятельности.

## Типологическая характеристика

### Ролевая кодировка
По типу ролевой кодировки науканский язык — эргативный.
Имя в абсолютиве выражает прямое дополнение при субъектно-объектном предикате и субъект одноместного предиката:
| ju-k                     | ɨglɨ́χtaquq | tuvákun   |
| человек-ABS              | идёт       | по.припаю |
| «Человек идёт по припаю» |            |           |
| ju-m                   | ɨglɨ́ɣutāqa | qíqmiɣáq   |
| человек-ERG            | ведёт      | собака.ABS |
| «Человек ведёт собаку» |            |            |

### Тип маркирования

#### Маркирование в предикации
Маркирование в предикации — вершинное. В одновалентном глаголе маркируется лицо субъекта действия; при наличии же и субъекта, и объекта, лицо обоих актантов. 
Ср.:
| aglúma-        | tɨn |
| работал-       | 2SG |
| «(ты) работал» |     |

| ɨglɨ́ɣta-        | qam- | kɨn |
| веду-           | 1SG- | 2SG |
| «(я тебя) веду» |      |     |

#### Маркирование в именной группе
В науканском — двойное маркирование в ИГ. Эргатив (относительный падеж, relative [Меновщиков 1975]) в сочетании с лично-притяжательной формой другого имени в абсолютиве образует притяжательную конструкцию:
| arat-ɨ-m      | paná-ŋ-a  |
| Арана-ABS     | копьё-ERG |
| «копьё Арана» |           |

### Тип выражения грамматических значений
Значения выражаются синтетически.
Например, форма близкого будущего времени:
| saná-                       | l̥ɨ-  | qu        | q |
| сейчас-                     | FUT- | работать- | 3 |
| «Сейчас он будет мастерить» |      |           |   |
Форма пов. наклонения:
| ɨglɨ́ɣu-                      | l̥ā-  | mtɨk    |
| идти-                        | IMP- | 1SG.2DU |
| «Пусть я поведу вас (двоих)» |      |         |

### Границы между морфемами
По характеру границ между морфемами науканский язык — агглютинативный с элементами фузии. Морфемы присоединяются после корня, префиксов нет. 
Ср. парадигму в местном падеже:
| Число     | Единственное | Двойственное | Множественное |
| --------- | ------------ | ------------ | ------------- |
| aŋōɣun-∅  | aŋōɣut-m-i   | aŋōɣut-ɨgn-i | aŋōɣut-n-i    |
| весло-ABS | весло-SG-LOC | весло-DU-LOC | весло-PL-LOC  |
|           |              |              |               |
| núna-∅    | nuná-m-i     | nuná-gn-i    | nuná-n-i      |
| земля-ABS | земля-SG-LOC | земля-DU-LOC | земля-PL-LOC  |

В работе Меновщикова, однако, суффиксы выделяются по-другому:
```
«Суффиксами местного падежа являются 
-ми
, 
-г-ни
, 
-ни,
 соответственно,
для единственного, двойственного и множественного числа».
```

Наличие такой интерпретации не позволяет исключать фузию. Вообще, в суффиксах, обозначаемых в работах как уже фузионные, часто видны материально выраженные компоненты, выражающие отдельные значения.

### Порядок слов
Базовый порядок слов — SVO, но он не жёсткий в силу синтетизма. 
Примеры:
| jum     | ɨglɨ́ɣtaqātɨn | ɨl̥pɨk |
| человек | ведёт        | тебя  |
| йук     | нукувңами | напаҳтумун | касоми  | майуҳтуқ  | напаҳтыкун |
| человек | вставши   | к.дереву   | подойдя | взобрался | на-дерево  |

## Фонология
Набор фонем почти ничем не отличается от набора фонем других языков юпикской группы и вообще юитской ветви.
Все звуки — лёгочной инициации. Среди особенностей системы можно отметить лишь обилие заднеязычных согласных.

### Гласные

#### Монофтонги
Присутствует четыре гласных фонемы:
|         | Передние | Средние | Задние |
| ------- | -------- | ------- | ------ |
| Верхние | i        | ɨ       | u      |
| Средние | (e)      |         | (o)    |
| Нижние  | (ε)      | a       |        |

Фонема /a/ — преимущественно переднего, но «несколько отодвинутого назад» ряда. В силу тенденции к редукции конечного гласного a переходит в гласный верхнего подъёма [ɨ].

#### Дифтонги
Меновщиков отмечает также «дифтонгообразные сочетания», а также слияния гласных, возникающие часто на стыке морфем. В числе них: āû, īû, ēû, ēi, ûī, ēâ. Также на стыке морфем в конце слова возможна ассимиляция и удлинение — например, pána «копьё» + -īs'ak (суффикс отрицания) даёт panēsak «без копья».

### Согласные
|                           | Губно-губные | Губно-зубные | Переднеязычные альвеолярные | Переднеязычные постальвеолярные | Среднеязычные | Заднеязычные | Увулярные |
| ------------------------- | ------------ | ------------ | --------------------------- | ------------------------------- | ------------- | ------------ | --------- |
| Взрывные                  | p            |              | t                           |                                 |               | k            | q         |
| Носовые                   | m            |              | (n̥) n                       |                                 | (ɲ)           | ŋ            | (ɴ)       |
| Щелевые однофокусные      |              | (f) v        | s                           | ʃ                               |               | x ɣ          | χ         |
| Аппроксиманты             | w            |              |                             |                                 | j̊ j           |              |           |
| Латеральные аппроксиманты |              |              | l̥ l                         |                                 |               |              |           |
| Дрожащие                  |              |              | r                           |                                 |               |              |           |

### Ударение
Ударение в науканском языке малоизучено, но, как и во всех эсимосских языках, присутствует два его типа: экспираторное и квантититивное.
В двухсложных словах падает на первый и редко — на второй слог: /ˈkaml.u/, но /mɨs.ˈaq/ «лужа».
В трёхсложных словах ударение чаще падает на второй слог: /i.ˈval.u/ «жила», реже — на первый и третий.
В четырёхсложных словах ударение чаще всего через слог. Отклонения (ударение на два слога подряд или через два слога) связаны с грамматической семантикой морфем.

### Структура слога
Могут встречаться слоги всех четырёх типов: открытые неприкрытые (V), открытые прикрытые (CV), закрытые неприкрытые (VC), закрытые прикрытые (CVC).
Граница слога не привязана к границе морфемы: деление на слоги подчиняется фонотактическим законам.

## Морфология
Выделяются следующие довольно чётко различимые части речи: имя, глагол, а также наречия, частицы, союзы, послелоги и междометия.

### Имя
Выделяются подкатегории имени: существительные, относительные и качественные прилагательные, местоимения, числительные.

#### Имя существительное
Существительное имеет категории числа, падежа, притяжательности (лицо обладателя и обладаемого). В притяжательных формах имеется показатель (показатели) рода и числа обладателя и обладаемого. Таким образом, всего существует 147 лично-падежных суффиксов для таких форм.
Число бывает единственным, двойственным и множественным; маркируется суффиксами:
| Единственное | Двойственное | Множественное |
| ------------ | ------------ | ------------- |
| pána-∅       | pána-k       | pána-t        |
| копьё-ABS    | копьё-DU     | копьё-PL      |

Падежей выделяется семь: абсолютный (абсолютив), относительный (эргатив), творительный, дательно-направительный, местный, продольный и сравнительный.
Абсолютив и эргатив выражают, как правило, субъектно-объектные значения; творительный и дательно-направительный выражают локативные и объектные функции. Местный и продольный — локативные функции. Сравнительный выполняет адвербиальные функции.
Эргатив, кроме образования притяжательной конструкции и обозначения агенса или пациенса (в зависимости от конструкции), маркирует каузатора (то, что стало причиной действия):
| qē-m                                   | anjámanɣītukút            |
| прибой-ERG                             | NEG.поехали.охотиться.NEG |
| из-за.прибоя                           | не.поехали.охотиться.мы   |
| «Мы не поехали охотиться из-за прибоя» |                           |
Творительный падеж объединяет функции локатива (ablative case) и «объектно-орудийного» падежа (modalis case). Показатели этих значений также не различаются в диалектах Аляски и центральных канадских диалектах, однако в диалектах Лабрадора и Гренландии аффиксы, соответствующие творительному падежу, различаются: аблатив — -mit, модалис — -mik.

### Глагол
У глагола выделяются формы деепричастия и причастия.

## Лексика
В науканском языке 73 % лексики сводимо с лексикой центрального юпика (по списку Сводеша). Вообще, лексический строй этого языка чрезвычайно близок к строю других языков юитской подгруппы. 
Ср.:
| Науканский | Чаплинский | Перевод   |
| ---------- | ---------- | --------- |
| /ɣutɨ/     | /xúta/     | «зуб»     |
| /kɨ̄́nlɨ̄/    | /kɨ̄́nl'á/   | «граница» |
| /tújɨ̄/     | /túja/     | «плечо»   |
| /qúlɨ̄/     | /qúl'a/    | «десять»  |

## Описания языка
Попытки написать словарь языка были ещё в 1791 году. Робек составил список из 277 слов, записанных латиницей с переводом на немецкий. 
Пример:
| Слово на немецком | Слово на науканском | Перевод   |
| ----------------- | ------------------- | --------- |
| Vater             | ataka               | «отец»    |
| Mädchen           | neviaghsaq          | «девочка» |
| Junge             | nukalpiaq           | «мальчик» |

До сих пор в науканском языке остаётся много не до конца изученных явлений: акцентуация, синтаксис.

## Письменность
Для записи науканского языка носителями используется модифицированная кириллица:
| Звук  | Буква | [М 1975] | Звук | Буква | [М 1975] |
| ----- | ----- | -------- | ---- | ----- | -------- |
| a     | а     | a        | (n̥)  | (нъ)  | (ṋ)      |
| v     | в     | v        | ŋ    | ң     | ꞑ        |
| ɣ     | г     | ɣ        | o    | о     | o        |
| w     | w, ў  | w        | p    | п     | p        |
| e, ε  | е, э  | e, ε     | r    | р     | r        |
| i     | и     | i        | s    | с     | s        |
| j (j̊) | й (й̭) | j (j̭)    | t    | т     | t        |
| k     | к     | k        | u    | у     | u        |
| q     | қ     | q        | (f)  | (ф)   | (f)      |
| l     | л     | l        | x    | х     | x        |
| l̥     | лъ    | ḽ        | χ    | ҳ     | ӽ        |
| m     | м     | m        | (ʃ)  | (ш)   | (š)      |
| n     | н     | n        | ɨ    | ы     | ы̄        |

[М 1975] — транскрипция, использующаяся в работе Меновщикова «Язык науканских эскимосов».

## Пример текста
Текст приводится в принятой орфографии.
| Науканский                                                | Перевод                                                                |
| --------------------------------------------------------- | ---------------------------------------------------------------------- |
| Қу́йңилъхыт                                                | Оленные                                                                |
| Нуле̄нилъу та̄wа, қуйңиқ угла́пихтук.                        | „С женой этот, стадо многочисленное.                                   |
| Ата́сиқ иӷны́ӷа та̄wа́ кийими саги́қаҳта̄қуқ қу́йңиҳқуӷлуни.     | Один сын-его (у него) всегда в одиночестве, оленей пасёт (букв. пася). |
| Киңо̄ку гӣгwи́тхун а́тӣ у́мйугwа̄ра́хтуқ, wа́тын пе̄у̂қ:           | Однажды через несколько лет отец его призадумался, так вот сказал.     |
| «Иӷны́қа, wи а̄ңуқа́ӷақӯма", иӷны́қа кии́мӣ саӷи́қаҳлъы́қуқ.     | «Сын-мой, я если-уйду (помру), сын-мой в одиночестве будет маяться.    |
| Накы́н тӯқ е́йwелы ма̄вык лъиӷйа́қа̄н иӷны́мнун иқа́йухты́ңулӯку? | Откуда же сироту сюда (к себе) взять, сыну-моему чтобы-помощником-был? |
| Е́йwелы тама̄вык лъи́қан, пине́ӷинайа̄ҳтуқ».                   | Сироту откуда-нибудь если-бы-добыть, хорошо будет»“.                   |
| ...                                                       |                                                                        |

— Записано от Ытаина, 1883 г. р., с. Наукан Чукотского района, сентябрь 1948.